# Simon Bright
Simon Bright est un directeur artistique et chef décorateur néo-zélandais connu en particulier pour son travail sur la trilogie cinématographique du Seigneur des anneaux.

## Biographie
Simon Bright est nommé deux fois aux Oscars, une fois pour King Kong avec Dan Hennah et Grant Major, et une fois pour Le Hobbit : Un voyage inattendu avec Dan Hennah et Ra Vincent. Il a remporté un Saturn Award des meilleurs décors pour ce dernier film.